# فرانچسکو دی جورجو
فرانچسکو دی جورجو (به ایتالیایی: Francesco di Giorgio) (۲۳ سپتامبر ۱۴۳۹–۲۹ نوامبر ۱۵۰۱) نقاش، معمار و مجسمه‌ساز اهل سیه‌نا، ایتالیا و دانش آموختهٔ مدرسه هنر سیه‌نا بود. از دی جورجو به عنوان یکی از شناخته‌شده‌ترین مهندسان علوم نظامی در قرن چهاردهم میلادی نام برده می‌شود.

## زندگی و حرفه
فرانچسکو مائوریتزیو دی جورجو دی مارتینو در سپتامبر ۱۴۳۹ غسل تعمید داده شد. اطلاعات زیادی در مورد دوران جوانی او در دست نیست، به جز اینکه به دلیل شباهت‌های سبک نقاشی، تصور می‌شود شاگرد لورنزو دی پیترو -معروف به بانوی پیر- بوده‌است. اولین اثر او به عنوان یک هنرمند، مجسمهٔ «یحیی تعمید دهنده» بود که در ۲۵ سالگی آن را خلق و بابت آن ۱۲ لیره دستمزد دریافت کرد.
به گفتهٔ نیکلاس پیوسنر(به آلمانی: Nikolaus Pevsner) او یکی از بهترین معماران سبک کواتروچنتو محسوب می‌شد و تقریباً هفتاد سازهٔ نظامی از جمله اولین استحکامات ستاره‌ای شکل را برای فدریکو دا مونته‌فلترو، کنت (بعدها دوک) اوربینو ساخت.
رسالهٔ معماری او با نام «رسالهٔ معماری، مهندسی و هنر نظامی» که سومین رسالهٔ کواتروچنتو بعد از رساله‌های لئون باتیستا آلبرتی و فیلارته بود، بعد از چندین دهه تلاش در سال ۱۴۸۲ به پایان رسید و در نسخهٔ خطی منتشر شد.
فرانچسکو دی جورجو کار خود را به عنوان معمار در کلیسای جامع سیه‌نا به پایان رساند. از جمله آثار او در این کلیسا، فرشتگان برنزی نصب شده در محراب و همچنین طراحی قسمتی از موزائیک‌های کف کلیسا هستند. طراحی کلیسای سن سباستین در والپیاتا، سیه‌نا نیز به او نسبت داده شده‌است.
نقاشی دی جورجو از «مدونا و کودک با دو فرشته» هم‌اکنون در موزهٔ هنر لو، کورال گیبلز، فلوریدا نگهداری می‌شود.
او دو بار متوالی ازدواج کرد که همسر اولش، کریستوفانا، اندکی پس از ازدواج آن‌ها در سال ۱۴۶۷ درگذشت. سپس در ۲۶ ژانویه ۱۴۶۹ با اگنس، دختر آنتونیو دی بندتو دی نروچو ازدواج کرد.
دی جورجو در سال‌هایی که به عنوان معمار و مهندس درگیر پروژه‌های مختلف بود، با هدف افزودن یک سوم آب بیشتر به منابع آب سیه‌نا، با یک مهندس دیگر قراردادی را برای کار بر روی آباره و سیستم آب‌نماها منعقد کرد. آن‌ها آب‌نمای میدان دل کامپو را گسترش داده و ضمن پیشرفت‌های دیگر در اطراف شهر، توانستند پروژهٔ خود را با موفقیت در سال ۱۴۷۳ به پایان برسانند.
در اواسط دهه ۱۴۷۰، دی جورجو به خدمت فدریکو دا مونته‌فلترو، دوک اوربینو درآمد. او علاوه بر خلق چند اثر هنری از جمله نقش برجستهٔ برنزی صلیب، به عنوان معمار و مهندس نیز برای دوک در نبردی که بین دولت-شهرهای ایتالیا رخ داد، استحکامات بزرگ نظامی ساخت. این فرصت شغلی برای دی جورجو، پس از مرگ فدریکو با پسرش دوک جدید نیز ادامه یافت.
نامه‌های سال ۱۴۸۵ نشان می‌دهد که دولت سیه‌نا به فرانچسکو دی جورجو نامه نوشت تا از او بخواهد به شهر زادگاهش بازگردد و طراحی و ساخت ساختمان‌های عمومی را آغاز کند. او در سال ۱۴۸۶ به شهر بازگشت و با دریافت حقوق سالانه ۸۰۰ فلورین در سمت جدید خود به عنوان مهندس رسمی شهر شروع به کار کرد. او تمام پروژه‌های مهندسی در سراسر سیه‌نا را بازرسی کرد و همچنین پروژه‌های هنری شهر از جمله مجسمه‌های فرشته نگهدارنده شمع در محراب کلیسای جامع سیه‌نا را به پایان رساند.
در سال ۱۴۹۰ از طرف دولت میلان مأمور شد تا مدلی برای گنبد کلیسای جامع میلان طراحی کند. این پروژه، او را به سفر به میلان سوق داد؛ جایی که با لئوناردو داوینچی که او نیز برای مشاوره در مورد ساختمان کلیسا استخدام شده بود، ملاقات کرد. دی جورجو ظاهراً توصیه‌های مفیدی به سازندگان کلیسای جامع ارائه داد و برای زحماتش نیز ۱۰۰ فلورین دریافت کرد.
فرانچسکو دی جورجو در سال ۱۵۰۱ یا اوایل سال ۱۵۰۲ و در سن ۶۲ سالگی در خارج از سیه‌نا درگذشت.

## نگارخانه

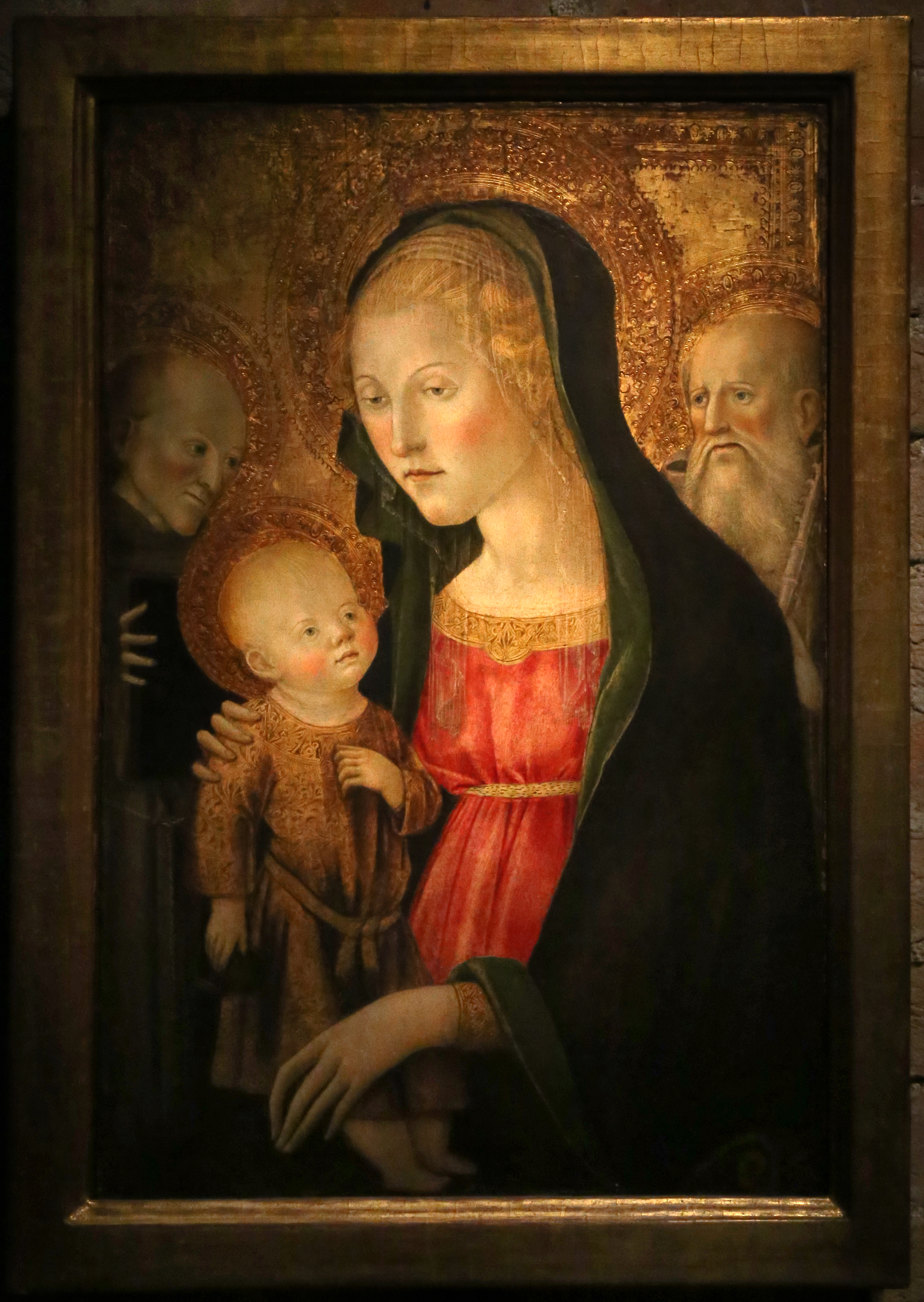
مدونا و کودک با دو فرشته
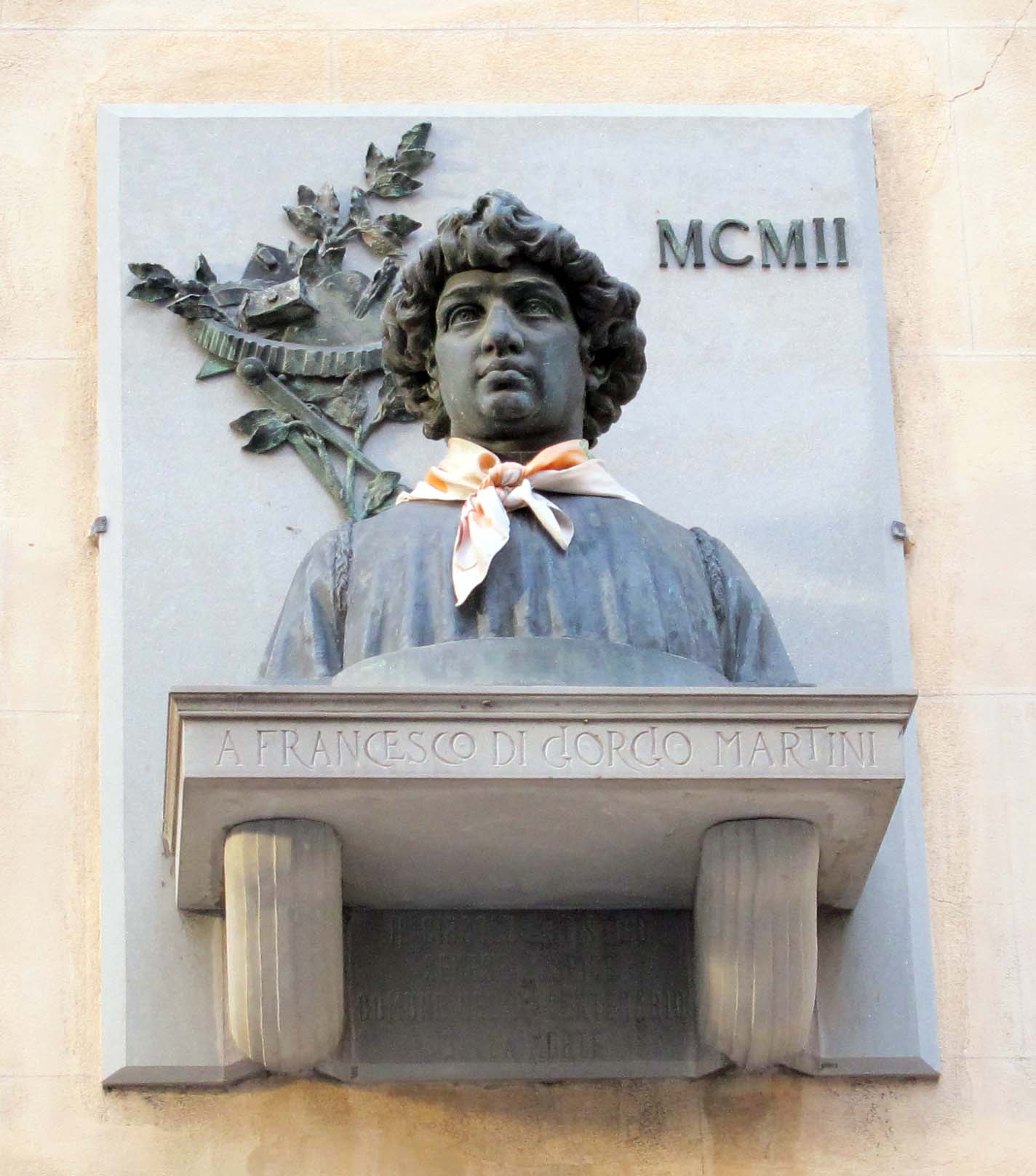
نیم‌تنه فرانچسکو دی جورجو در محوطه کلیسای جامع سیه‌نا